# Xã Union, Quận Cumberland, Illinois
Xã Union (tiếng Anh: Union Township) là một xã thuộc quận Cumberland, tiểu bang Illinois, Hoa Kỳ. Năm 2010, dân số của xã này là 690 người.